# Liste der Kulturdenkmale in Gornau/Erzgeb.

Wappen von Gornau

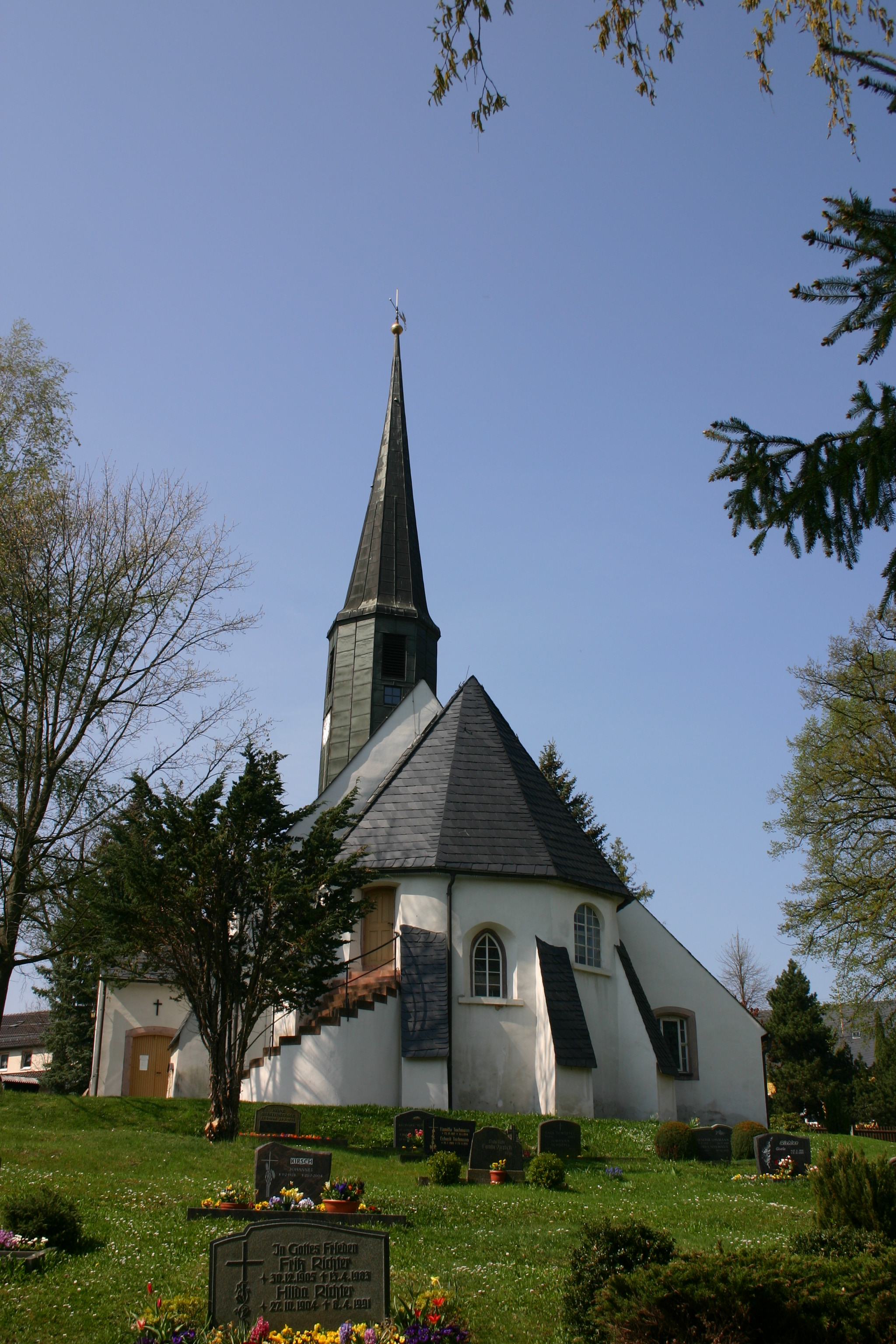
Kirche in Dittmannsdorf

Die Liste der Kulturdenkmale in Gornau/Erzgeb. enthält die Kulturdenkmale in Gornau/Erzgeb.
Diese Liste ist eine Teilliste der Liste der Kulturdenkmale in Sachsen.

## Legende
- Bild: Bild des Kulturdenkmals, ggf. zusätzlich mit einem Link zu weiteren Fotos des Kulturdenkmals im Medienarchiv Wikimedia Commons. Wenn man auf das Kamerasymbol klickt, können Fotos zu Kulturdenkmalen aus dieser Liste hochgeladen werden:
- Bezeichnung: Denkmalgeschützte Objekte und ggf. Bauwerksname des Kulturdenkmals
- Lage: Straßenname und Hausnummer oder Flurstücknummer des Kulturdenkmals. Die Grundsortierung der Liste erfolgt nach dieser Adresse. Der Link (Karte) führt zu verschiedenen Kartendiensten mit der Position des Kulturdenkmals. Fehlt dieser Link, wurden die Koordinaten noch nicht eingetragen. Sind diese bekannt, können sie über ein Tool mit einer Kartenansicht einfach nachgetragen werden. In dieser Kartenansicht sind Kulturdenkmale ohne Koordinaten mit einem roten bzw. orangen Marker dargestellt und können durch Verschieben auf die richtige Position in der Karte mit Koordinaten versehen werden. Kulturdenkmale ohne Bild sind an einem blauen bzw. roten Marker erkennbar.
- Datierung: Baubeginn, Fertigstellung, Datum der Erstnennung oder grobe zeitliche Einordnung entsprechend des Eintrags in der sächsischen Denkmaldatenbank
- Beschreibung: Kurzcharakteristik des Kulturdenkmals entsprechend des Eintrags in der sächsischen Denkmaldatenbank, ggf. ergänzt durch die dort nur selten veröffentlichten Erfassungstexte oder zusätzliche Informationen
- ID: Vom Landesamt für Denkmalpflege Sachsen vergebene, das Kulturdenkmal eindeutig identifizierende Objekt-Nummer. Der Link führt zum PDF-Denkmaldokument des Landesamtes für Denkmalpflege Sachsen. Bei ehemaligen Kulturdenkmalen können die Objektnummern unbekannt sein und deshalb fehlen bzw. die Links von aus der Datenbank entfernten Objektnummern ins Leere führen. Ein ggf. vorhandenes Icon  führt zu den Angaben des Kulturdenkmals bei Wikidata.

## Gornau/Erzgeb.
| Bild                                    | Bezeichnung | Lage                             | Datierung                                   | Beschreibung | ID       |
| --------------------------------------- | --- | -------------------------------- | ------------------------------------------- | --- | -------- |
| Weitere Bilder                          | Schule | An der Schule 8 (Karte)          | 1896–1897, bezeichnet 1896                  | Historisierender Putzbau mit Türmchen, ortshistorische Bedeutung. Polygonalsockel, zweigeschossiger Putzbau mit Satteldach, Schleppgaupen und Dachhäuschen, Mittelrisalit mit Uhr-/Glockentürmchen, mit Pilastergliederung in Werkstein, Fenstergewände in Werkstein (Sandstein), profiliert, bezeichnet „1896“ (Wetterfahne) | 08964505 |
| Direkt Bild zu diesem Denkmal hochladen | Villa mit Villengarten (Gartendenkmal) und Pavillon im Garten                                                                     | An der Schule 10 (Karte)         | 1924–1927                                   | Stattlicher Villenbau, im traditionalistischen Stil der Zeit, benannt nach Paul Bernhard Arnold, Besitzer einer Strumpfwarenfabrik, ortsgeschichtlich und baugeschichtlich von Bedeutung. - Zweigeschossige Villa mit reicher Dachlandschaft, vielgliedriger Grundriss mit Ecktürmchen, Mansarddach mit Dachaufbauten, reich verzierter Eingangsbereich: figurale und vegetabile Putzornamente - Garten der Arnold-Villa (Villengarten/Landhausgarten) Die Villa wurde 1924 für den Strumpffabrikanten Paul Bernhard Arnold von den Chemnitzer Architekten Müller & Schwab errichtet. Die Gartenanlage wurde offenbar zeitgleich bzw. im unmittelbaren Anschluss an die Fertigstellung der Villa ausgeführt. Einfriedung: · bauzeitliche Einfriedung aus Betonzaunssäulen (gewöhnlicher Typ mit 45°-Abwinkelung zur Anbringung eines Übersteigschutzes) und hölzernem Jägerzaun weitgehend erhalten (Zaunsfelder erneuert, westlicher Zaun in Hecke nur rudimentär erhalten, Betonsäulen teilweise durch Entfernung der Abwinkelung verkürzt) · Tor (Einfahrt und Pforte) mit drei Pfeilern aus Natursteinmauerwerk, Torgitter modern ersetzt · geschnittene Hainbuchen-Hecke an der Westseite (Carpinus betulus, unmittelbar auf der Grundstücksgrenze bzw. im Verlauf der Zaunflucht angepflanzt) Erschließung: · Zufahrt zur Villa mündet westlich des Gebäudes in halbrunden Vorplatz mit anschließender Garage (spätere Ergänzung), von dort gerader Weg durch den westlichen Gartenteil und in einen Sitzplatz mündend (wahrscheinlich ursprünglich Nutzgarten, im Süden Einbau eines Garagengebäudes während der DDR-Zeit) · Schmuckanlage vor der Südfront der Villa durch bogenförmigen Rundweg erschlossen, im westlichen Abschnitt auf das südliche Eingangsportal der Villa bezogen, im Süden Anschlussweg zur Grundstückseinfahrt, vor der Südfassade der Villa ein Querweg, weiterer Weg unterhalb der sich anschließenden Böschung heute durch Rhododendron überwachsen, an den Anschlüssen des Bogenweges an den Querweg vor der Villa zwei Treppen mit je fünf Stufen (Beton-Blockstufen mit einfachen Wangen und Antritten) · schmaler Abschnitt des Grundstücks im Osten als Nutzgarten abgetrennt (außerhalb des historischen Verlaufs der Einfriedung) Bodenrelief/Gewässer: · Böschung in geradliniger Ausformung vor der Südfront der Villa (heute mit Rhododendron überwachsen) · übriges Gelände nach Süden abfallend (Böschung an der südöstlichen Grundstücksgrenze) Vegetation: · Vorplatz westlich der Villa von niedriger Liguster-Hecke sowie Rosskastanien (Aesculus hippocastanum) und einer Winter-Linde (Tilia cordata) in regelmäßiger Anordnung gefasst · Rabatten an der West- und Südfront der Villa (Stauden und Ziergehölze) · Schmuckanlage vor der Südseite der Villa mit zentraler Rasenfläche, akzentuiert mit vier kugelförmig geschnittenen Pyramiden-Eichen (Quercus robur ‘Fastigiata‘), am Scheitel des Bogenweges ein von geschnittenen Pyramiden-Eichen (Quercus robur ‘Fastigiata‘), am Scheitel des Bogenweges ein von einer Hainbuchen-Hecke umrahmter Sitzplatz sowie zwei Eiben-Kegel (Taxus baccata), Böschung vor der Villa mit Rhododendron bepflanzt · Gehölzpflanzung an der Ostseite der Auffahrt bzw. im Randbereich der Schmuckanlage mit Schwarz-Kiefer (Pinus nigra), Stech-Fichte (Picea pungens), Rhododendron, Chinesischer Wacholder (Juniperus chinensis i.S.), Flieder (Syringa vulgaris i.S.) und (Blut-?) Haselnuss (Corylus avellana / i.S.?) · im westlichen Gartenteil Gehölzgruppe um den Sitzplatz am Hauptweg von der Villa mit älterer Robinie (Robinia pseudoacacia), Fichte (Picea abies), Pfeifenstrauch (Philadelphus spec.), Flieder (Syringa vulgaris i.S.) und andere Ziersträucher, neben der Garage an der nördlichen Grundstücksgrenze ältere Scheinzypresse (Chamaecyparis spec.), 1998 fotografisch dokumentierter Altbaum (Linde?) neben dem Pavillon jetzt nicht mehr vorhanden, im südlichen Abschnitt des westlichen Grundstücksteils einige Obstbäume Ausstattung: · in der Schmuckanlage vor der Südseite der Villa Kieswege mit Einfassungen aus Bandeisen (vergleichsweise dicke/solide Ausführung!) · hölzerner Pavillon auf oktogonalem Grundriss in der nordwestlichen Grundstücksecke, teils ornamental gestaltete Fenstersprossung, bisher in grüner Farbfassung, jetzt in rötlicher Farbgebung · Brunnenhaus nahe dem Vorplatz an der Westseite der Villa Sichten: · gemeinsam mit dem Türmchen der unmittelbar benachbarten Schule bildet die Villa eine besondere bauliche Dominante im Ortsbild Deutung/Bewertung: Die Villa Arnold stellt in Einheit mit dem Garten (Schmuckanlage und Nutzgarten sowie Pavillon) ein eindrucksvolles Zeugnis bürgerlichen Lebensstils und baukünstlerischer Auffassungen der Periode zwischen den beiden Weltkriegen dar. Insbesondere die gestalterische Korrespondenz zwischen dem von Rückgriffen auf ältere Architekturmotive geprägten, kompakt-symmetrischen Bau und der vorgelagerten Schmuckanlage lässt auf eine einheitliche Konzeption schließen und ist von bemerkenswerter Individualität. Das Ensemble, welches das Erscheinungsbild der Ortslage in wesentlichem Maß bestimmt, ist von künstlerischem, baugeschichtlichem und gartenhistorischem Wert. [Michael Keller, 10/2014] | 08964504 |
| Direkt Bild zu diesem Denkmal hochladen | Häuslerhaus | August-Bebel-Straße 12 (Karte)   | um 1800                                     | Obergeschoss Fachwerk verkleidet, Teil der alten Ortsstruktur, baugeschichtlich von Bedeutung. Erdgeschoss massiv, Obergeschoss Fachwerk verbrettert, an einem Giebel überdimensionierter Wohnhausanbau | 08964501 |
| Direkt Bild zu diesem Denkmal hochladen | Meilenstein | Chemnitzer Straße (Karte)        | bezeichnet 1833 (Meilenstein)               | Verkehrshistorische Bedeutung. Porphyrblock, Sockel bezeichnet „1833 Dorf Gornau“, sächsische Kurschwerter, Schaft (Zylinder): bezeichnet „Waldkirchen, Augustusburg, Chemnitz, Zschopau, Prag“ | 08964509 |
| Direkt Bild zu diesem Denkmal hochladen | Ehemaliger Gasthof sowie zwei Seitengebäude, Einfriedung mit Toreinfahrt und Lindenreihe (Gartendenkmal) an der Einfriedungsmauer | Chemnitzer Straße 1 (Karte)      | 1813                                        | Hauptgebäude Putzbau mit Mansarddach, stattliches Gebäude in straßenbildprägender Lage, Seitengebäude zum Teil in Fachwerk, ortshistorische Bedeutung. Langgestreckter zweigeschossiger Massivbau (Putzbau) mit Mansarddach mit Schopf und Dachhäuschen, im Innern umgestaltet | 08964508 |
| Direkt Bild zu diesem Denkmal hochladen | Wohnstallhaus, zwei Seitengebäude und Scheune eines Vierseithofes                                                                 | Chemnitzer Straße 32 (Karte)     | bezeichnet 1849                             | Seitengebäude Obergeschoss, Fachwerk verbrettert, Teil der alten Ortsstruktur, baugeschichtlich von Bedeutung. - Wohnstallhaus: langgestreckter zweigeschossiger Massivbau, 12:5 Achsen, Steingewände, Türsturz kräftig profiliert, bezeichnet „1849“, - Ehemaliges Wohnstallhaus/Seitengebäude: langgestreckt, zweigeschossig, Erdgeschoss massiv, Obergeschoss Fachwerk verbrettert, kräftig profilierter Türsturz, bezeichnet „G.A. Kunn 1869“, - Scheune: zweigeschossig, Erdgeschoss massiv, Obergeschoss Fachwerk verbrettert | 08964488 |
| Direkt Bild zu diesem Denkmal hochladen | Villa mit Garten und Toreinfahrt                                                                                                  | Chemnitzer Straße 44 (Karte)     | bezeichnet 1914                             | Reformstil-Architektur, von ortsbildprägender und ortshistorischer Bedeutung. Stattlicher vielgliedriger zweigeschossiger Massivbau mit ausgebautem Dach und reicher Dachlandschaft, kleiner konvexer Vorbau über zwei Geschosse, einfache Putzornamentik | 08964492 |
| Direkt Bild zu diesem Denkmal hochladen | Wohnhaus | Clara-Zetkin-Straße 4 (Karte)    | um 1900                                     | Teil der zur ehemaligen Strumpffabrik Weißbach gehörenden Arbeiterwohnungen, ortsgeschichtlich von Bedeutung. Langgestreckter zweigeschossiger Putzbau, Erdgeschoss und Fensterstürze verklinkert, im Dachbereich Fachwerk, neun Dachhäuschen, im Dacherker hübsches Zierfachwerk | 08964500 |
| Direkt Bild zu diesem Denkmal hochladen | Villa mit Villengarten (Gartendenkmal), Garage und Toranlage                                                                      | Dittmannsdorfer Straße 2 (Karte) | bezeichnet 1924–1925                        | Repräsentativ gestaltetes Gebäude, im traditionalistischen Stil mit Art-Déco-Elementen, herausragendes Beispiel für einen Villenbau dieser Zeit, weitgehend original erhalten, auch im Inneren, baugeschichtlich von Bedeutung. Vielgliedriger zweigeschossiger Massivbau, verputzt, aufwendige Fenster- und Türgliederungen in Sandstein, Traufgesims ebenfalls skulptiert in zeittypischen Zackenornamenten, zur Chemnitzer Straße Freitreppe und Terrasse, Oberlichter der Fenster mit geschweiften Streben unterteilt, offene Diele über zwei Geschosse mit umlaufender Galerie im Obergeschoss, Türen, Fenster, Wände, Decken original erhalten, Türgewände in zeittypischem vegetabilem Ornament und Putten (bezeichnet „Anno 1924–25“) | 08964502 |
| Direkt Bild zu diesem Denkmal hochladen | Verwaltungsbau einer ehemaligen Strumpffabrik                                                                                     | Dorfstraße 23 (Karte)            | bezeichnet „1892 C.W.“                      | Zeittypischer Putzbau mit Holzveranda, ortshistorische Bedeutung. Zweigeschossiger Massivbau, Polygonsockel aus Porphyrtuff, im ersten Obergeschoss Dreiecksgiebel über Fenstern, zweiachsiger Dacherker mit Bekrönungen, im Dreiecksgiebel vegetabil verzierte Monogrammkartusche, Dachhäuschen, zur Dorfstraße zweigeschossige verglaste Veranda, originale Tür | 08964499 |
|                                         | Pfarrhaus mit daran angebauter Kapelle                                                                                            | Eisenstraße 4 (Karte)            | 1929                                        | Putzbau mit Natursteingliederung, im traditionalistischen Stil mit expressionistischen Elementen, Kapelle mit Dachreiter, ortshistorische und baugeschichtliche Bedeutung. | 09306049 |
| Direkt Bild zu diesem Denkmal hochladen | Erbbegräbnis der Familie Kreißig auf dem Friedhof                                                                                 | Eisenstraße 4a (Karte)           | Ende 19. Jahrhundert/Anfang 20. Jahrhundert | Ortshistorische und künstlerische Bedeutung. Von Grün eingefasstes Erbbegräbnis der Fabrikantenfamilie Kreißig, an der Rückseite der Anlage Engelsfigur als Galvanoplastik auf quadratischem, zirka 1 m hohem, schwarzem poliertem Marmorsockel, an den seitlich etwa halb so hohe Mauern, ebenfalls aus schwarzem, poliertem Marmor, anschließen. | 08964515 |
| Direkt Bild zu diesem Denkmal hochladen | Kriegerdenkmal für die Gefallenen des Deutsch-Französischen Krieges 1870/71                                                       | Eisenstraße 4a (Karte)           | Ende 19. Jahrhundert                        | Ortshistorische Bedeutung. Über dreifach gestuftem Sockel gedrungener Obelisk mit aufliegender Kugel und seitlichen Reliefplastiken sowie Inschrifttafel | 08964514 |
| Direkt Bild zu diesem Denkmal hochladen | Kriegerdenkmal für die Gefallenen des Ersten Weltkrieges                                                                          | Eisenstraße 4a (Karte)           | 1918                                        | Ortshistorische Bedeutung. Quadratischer Sockel, monolithartiger Aufbau mit Inschrifttafeln, Sockelfigur: kniender Soldat | 08964512 |
| Direkt Bild zu diesem Denkmal hochladen | Wohnhaus, ehemalige Schule | Mühlgasse 3 (Karte)              | 1743                                        | Obergeschoss Fachwerk, zeittypische Gestaltung, bis 1841 Kirchschule, ortshistorische Bedeutung. Erdgeschoss massiv, Obergeschoss Fachwerk, Giebel verkleidet | 08964510 |
| Direkt Bild zu diesem Denkmal hochladen | Wohnhaus (ohne Anbau) | Rathausplatz 4 (Karte)           | 1. Hälfte 19. Jahrhundert                   | Obergeschoss Fachwerk, Teil der alten Ortsstruktur, baugeschichtlich von Bedeutung. Kleiner Bau, Erdgeschoss massiv (durch Fenstereinbau verändert), Obergeschoss und Giebel Fachwerk | 08964491 |
| Direkt Bild zu diesem Denkmal hochladen | Häuslerhaus | Talstraße 23 (Karte)             | Anfang 19. Jahrhundert                      | Obergeschoss Fachwerk, zeit- und landschaftstypisches Gebäude, baugeschichtlich von Bedeutung. Erdgeschoss massiv, Obergeschoss Fachwerk | 08964507 |
| Direkt Bild zu diesem Denkmal hochladen | Wohnstallhaus eines ehemaligen Dreiseithofes                                                                                      | Talstraße 28 (Karte)             | um 1800, womöglich noch etwas älter         | Eines der wenigen erhaltenen Fachwerk-Bauernhäuser im Ort, baugeschichtlich von Bedeutung. Erdgeschoss massiv, Obergeschoss Fachwerk, im Erdgeschoss Sandstein- und Porphyrgewände | 08964506 |

## Dittmannsdorf
| Bild                                    | Bezeichnung                                           | Lage                    | Datierung | Beschreibung | ID       |
| --------------------------------------- | ----------------------------------------------------- | ----------------------- | --------- | --- | -------- |
| Weitere Bilder                          | Kirche (mit Ausstattung), Grabstein an der Kirche     | Hauptstraße (Karte)     | vor 1700  | Barocke Saalkirche mit großem Dachreiter, im Kern mittelalterliches Gebäude, barocker Grabstein an der Kirche, ortsgeschichtlich und baugeschichtlich von Bedeutung. Mit Ausstattung: Flügelaltar 1497, Kelch Ende 15. Jahrhundert                | 09240801 |
|                                         | Gedenktafel für die Gefallenen des Ersten Weltkrieges | Hauptstraße (Karte)     | Nach 1918 | An der Kirchmauer, ortsgeschichtlich von Bedeutung | 09307427 |
| Direkt Bild zu diesem Denkmal hochladen | Wohnhaus                                              | Hauptstraße 31 (Karte)  | um 1820   | Obergeschoss Fachwerk, wichtig für Ortsbild, baugeschichtlich von Bedeutung. Originale Tür- und Fenstergewände im massiven Erdgeschoss, Giebelseite original, wichtig für Ortsbild, Frackdach durch traufseitigen Anbau, ein Giebel verkleidet    | 09240802 |
|                                         | Pfarrhaus                                             | Hauptstraße 65 (Karte)  | um 1890   | Stattlicher Putzbau, ortsgeschichtlich und baugeschichtlich von Bedeutung. Originale Haustür, Fenster, Tür- und Fenstergewände, leichte Veränderungen an Giebelseite                                                                              | 09240803 |
| Direkt Bild zu diesem Denkmal hochladen | Wohnstallhaus eines Dreiseithofes                     | Hauptstraße 110 (Karte) | um 1863   | Fachwerk-Obergeschoss verschiefert, baugeschichtlich von Bedeutung. Fachwerk-Obergeschoss verschiefert, Erdgeschoss massiv, originale Fenster- und Türgewände, wichtig für Ortsbild, Satteldach, Fenster modernisiert, ein Giebel modernisiert    | 09240804 |
| Direkt Bild zu diesem Denkmal hochladen | Wohnhaus                                              | Neue Straße 12 (Karte)  | um 1830   | Obergeschoss Fachwerk, baugeschichtlich von Bedeutung. Krüppelwalmdach, Fachwerk-Obergeschoss, Erdgeschoss massiv, Fenster erneuert, Haustür verlegt, Erdgeschoss modernisiert, Rest der originalen Bebauung des sogenannten ehemaligen „Tempels“ | 09240806 |

## Witzschdorf
| Bild                                    | Bezeichnung | Lage                                 | Datierung                 | Beschreibung | ID       |
| --------------------------------------- | --- | ------------------------------------ | ------------------------- | --- | -------- |
| Weitere Bilder                          | Kirche (mit Ausstattung) und Kriegerdenkmal für die Gefallenen des Ersten Weltkrieges auf dem benachbarten Friedhof | Schulstraße (Karte)                  | 1896-1897                 | Saalkirche mit Westturm, im Rundbogenstil des 19. Jahrhunderts, baugeschichtliche und ortshistorische Bedeutung. Relativ schlichter neoromanischer Kirchenbau über gedrungen rechteckigen Grundriss mit eingezogenem, dreiseitig geschlossenen Chor und eingestelltem Westturm, an der Nordseite Gedenkplatte für die Gefallenen des Ersten Weltkrieges | 08964521 |
| Direkt Bild zu diesem Denkmal hochladen | Häuslerhaus | Schulstraße 2 (Karte)                | Mitte 19. Jahrhundert     | Obergeschoss Fachwerk, Teil der alten Ortsstruktur, weitgehend original erhalten, baugeschichtlich von Bedeutung. Erdgeschoss massiv, mit Hilbersdorfer Porphyrtuffgewänden und originaler Hauseingangstür, Obergeschoss Fachwerk, Westgiebel nachträglich verkleidet, Ostgiebel im Dachbereich verbrettert, rundbogiger Porphyreingang zum Keller | 08964520 |
| Direkt Bild zu diesem Denkmal hochladen | Wohnstallhaus eines Zweiseithofes                                                                                   | Witzschdorfer Hauptstraße 4 (Karte)  | um 1900                   | Obergeschoss Fachwerk, stattliches Gebäude vom Typus der späten Holzbauweise, dominante Lage, ortsbildprägende und baugeschichtliche Bedeutung. Erdgeschoss massiv mit Werksteingewänden, Obergeschoss strebenreiches Fachwerk, aufgebrettert | 08964516 |
| Direkt Bild zu diesem Denkmal hochladen | Wohnstallhaus eines Bauernhofes                                                                                     | Witzschdorfer Hauptstraße 8 (Karte)  | 1. Hälfte 19. Jahrhundert | Obergeschoss Fachwerk mit relativ aufwendiger Konstruktion (geschweifte Andreaskreuze, im Stil der Zeit um 1900), dominanter, ortsbildprägender Bau mit Krüppelwalmdach, baugeschichtlich von Bedeutung. Erdgeschoss massiv mit Werksteingewänden, Obergeschoss Fachwerk in historistischen Formen mit geschweiften Andreaskreuzen in den Brüstungsfeldern, Satteldach mit Krüppelwalm in Schieferdeckung (Obergeschoss und Dach um 1900)                                                                                   | 08964518 |
| Direkt Bild zu diesem Denkmal hochladen | Wohnhaus | Witzschdorfer Hauptstraße 13 (Karte) | Mitte 19. Jahrhundert     | Obergeschoss Fachwerk verbrettert, Teil des alten Ortsbildes, baugeschichtlich von Bedeutung. Erdgeschoss massiv mit Werksteingewänden und originalen Haustüren, Obergeschoss Fachwerk verbrettert | 08964519 |
| Direkt Bild zu diesem Denkmal hochladen | Häuslerhaus | Witzschdorfer Hauptstraße 64 (Karte) | Mitte 19. Jahrhundert     | Obergeschoss Fachwerk, Teil der alten Ortsstruktur, baugeschichtlich von Bedeutung. Erdgeschoss massiv mit Werksteingewänden, Obergeschoss Fachwerk, Giebelseiten teils verbrettert, teils verschiefert | 08964523 |
| Direkt Bild zu diesem Denkmal hochladen | Fabrikantenvilla und Einfriedung                                                                                    | Witzschdorfer Hauptstraße 95 (Karte) | um 1890                   | Stattliche Fabrikantenvilla der Sächsischen Nähfadenfabrik Rudolph Heydenreich, baukünstlerischer Wert und ortshistorische Bedeutung. Dreigeschossiger Massivbau mit reicher Dachlandschaft, Putzgliederung mit Stuckspiegeln und Nutung, in der NO-Ecke eingestellter Turm mit Belvedere, an der SO-Ecke und an der Südseite Balkone mit schmiedeeisernen Brüstungsgittern, an der Nordseite zweigeschossiger Holzbalkon sowie Garten mit repräsentativer Einfriedung, Stützmauer, Treppenabgang und schmiedeeisernem Zaun | 08964529 |